# Ixtapaluca
Ixtapaluca (del nàhuatl, que vol dir Lloc onde moja la sal) és un municipi metropolità de l'estat de Mèxic, que forma part de l'àrea metropolitana de la ciutat de Mèxic. Ixtapaluca és el cap de municipi i principal centre de població d'aquesta municipalitat.

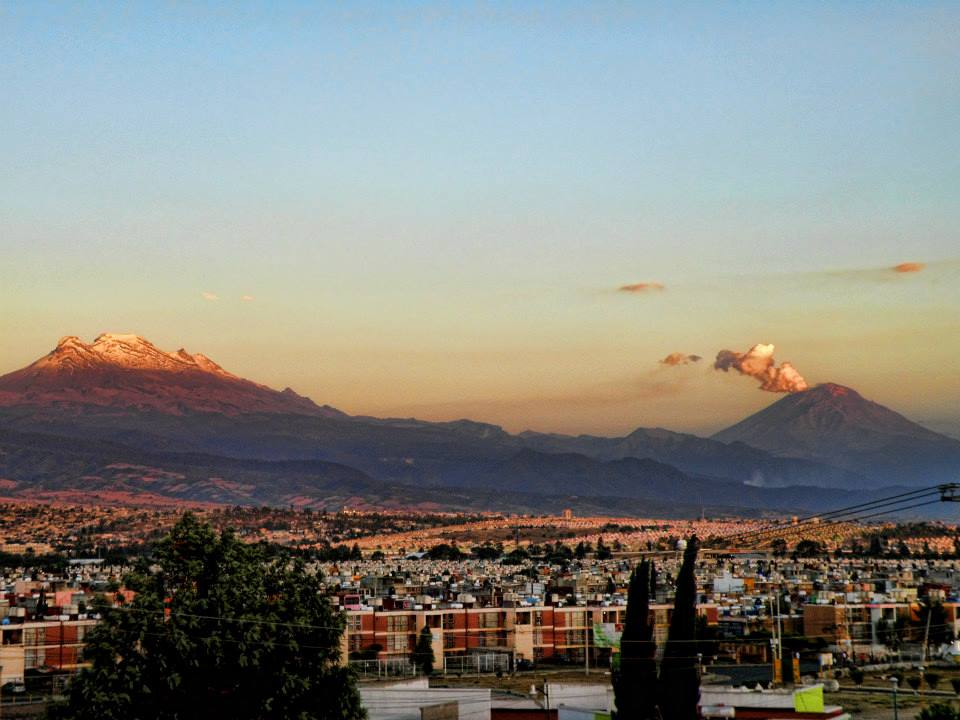
Ciutat d'Ixtapaluca.

Aquest municipi es troba a la part nord-central de l'estat de Mèxic. Limita al nord amb els municipis de Chicoloapan i Texcoco, al sud amb Chalco, a l'oest amb Estat de Puebla i a l'est amb La Paz. Dista de la capital de l'estat uns trenta-vuit quilòmetres